# Andriej Czerkizow
Andriej Czerkizow (Андрей Черкизов), właściwie Andriej Aleksandrowicz Siemionow (Андрей Александрович Семёнов, ur. 1955-zm. 14 stycznia 2007) – rosyjski dziennikarz, komentator polityczny radia Echo Moskwy, z którym współpracował od 1991 r., oraz telewizji ORT i NTV. Ekspert w sprawach Polski. W latach 1989–1991, współpracownik Radia Swoboda. Asystent pisarza Juliana Siemionowa
Założyciel radziecko-brytyjskiego wydawnictwa Inter-Verso, powstałego w 1989 r., które jako pierwsze w ZSRR, wydało książkę znanego dysydenta Andrieja Sacharowa.
Jako pierwszy dziennikarz publicznie w 1987 r., skrytykował  ultranacjonalistyczne stowarzyszenie Pamięć i antysemityzm.
W 1993 r., kierował federalną Agencją do spraw własności intelektualnej, był współautorem rosyjskiego prawa autorskiego.